# Градске четврти Новог Сада
Градске четврти Новог Сада.

## Бачки део града (јужно од канала ДТД)
- Авијатичарско насеље (Авијација)
- Адамовићево насеље
- Адице
- Алмашки крај
- Банатић
- Булевар
- Грбавица (старији назив: Мађарски крај)
- Детелинара (Ивањданско насеље)
  - Стара Детелинара
  - Нова Детелинара
- Железничка колонија
- Индустријска зона југ (Радна зона север 2)
- Југовићево (Безбедњаково)
- Каменичко острво (Каменичка ада)
- Камењар
- Лиман
  - Лиман 1
    - Кампус новосадског универзитета

  - Лиман 2
  - Лиман 3
  - Лиман 4
  - Лиман 5 / Депресија
  - Кинеска четврт
- Липов Гај (Цептер Сити)
- Нови Сад на води
- Ново насеље (Бистрица)
  - Западна привредна зона
  - Расадник (Радна зона запад)
  - Савина
  - Тозин сокак
  - Шонси
  - Шаренград (Јамајка)
- Первазово насеље
- Подбара
  - Радна зона север 3
- Рибарско острво (Рибарац)
- Роткварија (Роткварски крај, Житни трг, Јовановски крај)
- Сајлово
  - Ново гробље
- Сајмиште
  - Врагова башта
- Салајка (Славија)
  - Пејиново насеље
- Сателит
  - Мали Сателит (Тозиновац, Нови Сателит)
- Стари град (Центар, Варош)
  - Стари центар
  - Нови центар
  - Мали Лиман
- Телеп (Дарањи телеп, Дарањијево насеље, Адамовићево насеље, Шандортелеп)
  - Северни Телеп
  - Јужни Телеп

- Стари Град
- Лиман
- Ново Насеље
- Детелинара
- Грбавица
- Подбара
- Роткварија
- Сајмиште

## Бачки део града (северно од канала ДТД)
- Велики рит
- Видовданско насеље
- Горње ливаде (Горње Сајлово, Шумице)
- Депонија
- Индустријска зона север (Радна зона север 1)
- Клиса
  - Горња Клиса
  - Доња Клиса
- Мали Београд
- Мишин салаш
- Радна зона север 4
  - Врбак
  - Ратно острво
- Римски шанчеви
- Слана бара
- Шангај

- Клиса
- Слана бара
- Видовданско насеље
- Мали Београд

## Сремски део града
- Петроварадин
  - Алибеговац
  - Буковачки плато (Буковачки пут)
  - Везирац
  - Дунавац
  - Занош
  - Карагача
  - Марија снежна (Радна зона исток)
  - Мишелук
    - Мишелук 1
    - Мишелук 2
    - Мишелук 3

  - Нови мајур (Роков до)
  - Петроварадинска ада (Рибарска ада)
  - Петроварадинска тврђава
  - Победа (Радна зона исток)
  - Подграђе тврђаве
  - Пуцкарош
  - Рибњак
  - Садови
  - Стари мајур (Људевитов до)
  - Текије
  - Транџамент
  - Ширине
  - Широка долина

- Сремска Каменица
  - Артињева (Артиљево)
  - Боцке
  - Војиново
  - Доња Каменица
  - Главица
  - Горња Каменица
  - Григовац
  - Кип
  - Мала Каменица
  - Мали до
  - Мишелук
  - Парагово
  - Поповица
  - Приобаље
  - Староиришки пут
  - Татарско брдо
  - Чардак

- Петроварадинска тврђава
- Петроварадин - Подграђе тврђаве
- Рибњак
- Сремска Каменица

## Приградска насеља изван ужег градског подручја
Административна насеља на бачкој страни Дунава:
- Бегеч
  - Визић
- Будисава
- Ветерник
  - Ветерничка рампа
  - Пасуљиште
- Каћ
- Кисач
  - Танкосићево
- Ковиљ
  - Доњи Ковиљ
  - Горњи Ковиљ
- Руменка
- Степановићево
- Футог
  - Нови Футог
  - Стари Футог
  - Бангладеш
- Ченеј
  - Немановци
  - Пејићеви салаши

Административна насеља на сремској страни Дунава:
- Буковац
- Лединци
  - Сентић
- Стари Лединци
  - Клиса

- Футог
- Липов Гај, између Адица и Ветерника
- Каћ
- Лединци